# Don Ceder
Don Guno Maria Ceder (Amsterdam, 20 oktober 1989) is een Nederlands advocaat en politicus. Sinds 31 maart 2021 is hij Tweede Kamerlid namens de ChristenUnie.
Hij werd in 2018 het eerste raadslid voor de ChristenUnie in Amsterdam. Hij was van 2015 tot 2018 duo-commissielid van de Provinciale Staten van Noord-Holland voor de fractie ChristenUnie-SGP. Ceder heeft een eigen advocatenkantoor sinds 2015.

## Jeugd en opleiding
Ceder heeft een Surinaamse vader en een Ghanese moeder en groeide op in de Amsterdamse Bijlmermeer. Hij heeft een broer, een halfbroer en een halfzus. Zijn ouders gingen toen hij op de basisschool zat uit elkaar en hij werd vanaf dat moment door zijn moeder opgevoed. Ceder volgde een gymnasiumopleiding aan het Sint-Nicolaaslyceum. Vanaf zijn zeventiende studeerde hij rechten aan de Vrije Universiteit Amsterdam en hij haalde de graad Master of Laws in 2013. Tijdens zijn studie liep hij negen maanden stage bij de ChristenUnie. Daarvoor was hij voor korte tijd lid van de Partij van de Arbeid.

## Carrière als advocaat
Hij richtte in januari 2014 samen met zijn neef Calvin Ceder een bedrijf genaamd Anti Incasso op, dat juridisch advies geeft aan mensen die problemen hebben met incassobureaus. Daarnaast was hij woordvoerder van Stichting ConTel, een consumentenorganisatie op het gebied van telecom.
In maart 2015 vertrok hij bij Anti Incasso om zijn eigen advocatenpraktijk met de naam Ceder Advocatuur op te zetten. Ceder was de maand daarvoor tot advocaat beëdigd. Hij verleent met name rechtsbijstand aan mensen met een schuldenproblematiek. In 2018 kreeg hij als invloedrijke Europeaan een plaats op de lijst 30 Under 30 Europe in de categorie Law & Policy van het tijdschrift Forbes. Het daaropvolgende jaar hielp hij een vrouw haar geaborteerde foetus te registreren bij de burgerlijke stand, kort nadat een nieuwe wet dit mogelijk had gemaakt voor doodgeboren kinderen. Het verhaal van de vrouw, die later spijt had gekregen van haar abortus, werd gedocumenteerd in het EO-televisieprogramma NieuwLicht. Vanwege zijn werk in de eenmansfractie van de ChristenUnie in Amsterdam heeft hij zijn bezigheid als advocaat in 2019 verminderd. Hij vertegenwoordigde "ruim vijftien ouders" die slachtoffer waren van de toeslagenaffaire.
Naast zijn werk als advocaat en politicus, is Ceder tweede luitenant reservist bij de Koninklijke Landmacht.

## Politiek

### Lokaal en regionaal
Ceder stelde zich voor de eerste keer verkiesbaar bij de gemeenteraadsverkiezingen in 2014 in Amsterdam. Hij was de nummer drie op de kandidatenlijst van de ChristenUnie, maar de partij behaalde geen zetel in de stad. Vervolgens stond hij bij de Noord-Hollandse Provinciale Statenverkiezingen in 2015 op de tweede plaats op de gedeelde lijst van de ChristenUnie en de SGP. Hij werd niet verkozen, omdat de partijen één zetel ontvingen, maar werd wel benoemd tot duo-commissielid in mei. Die positie houdt in dat hij wel deel mocht nemen aan commissievergaderingen maar niet mocht stemmen.
Tijdens de Amsterdamse gemeenteraadsverkiezingen in maart 2018 was Ceder de lijsttrekker van de ChristenUnie. Het was de eerste keer dat de partij een zetel in de Amsterdamse gemeenteraad won. Hij werd op 29 maart geïnstalleerd als jongste lid van de raad. In september verliet hij de Provinciale Staten vanwege zijn nieuwe politieke positie. Ceder stond het volgende jaar twee keer op de kandidatenlijst van de ChristenUnie, namelijk op plaats 9 voor de provinciale verkiezing en op plaats 29 voor de Europese Parlementsverkiezingen. In de Amsterdamse gemeenteraad heeft hij gepleit voor meer basisvoorzieningen voor ongedocumenteerde jongeren en een einde aan deportaties van kinderen die meer dan vijf jaar in Nederland hebben gewoond. Daarnaast was hij voorstander van een daklozenopvang die 24 uur per dag is geopend en van een verbod op raamprostitutie in de stad. In 2020 heeft Ceder een plaats verdiend in de MIPAD-lijst van invloedrijkste personen jonger dan 40 van Afrikaanse komaf.
Hij was de Amsterdamse lijstduwer van de ChristenUnie bij de gemeenteraadsverkiezingen van 2022.

### Nationaal
Bij de Tweede Kamerverkiezingen van 2017 stond Ceder op nummer 7 van de kandidatenlijst van de ChristenUnie. Hij werd niet verkozen, omdat zijn partij vijf zetels haalde en er 8.276 stemmen minder waren dan de voorkeurdrempel. Ceder werd gevraagd om kamerlid Stieneke van der Graaf vanaf maart 2019 tijdelijk tijdens haar zwangerschapsverlof te vervangen, maar hij bedankte.
Op de kandidatenlijst voor de Tweede Kamerverkiezingen van 2021 stond hij op de vierde plaats van de kandidatenlijst van de ChristenUnie. Tijdens de pro-life Week van het Leven 2020, riep hij op tot het heroverwegen van de grens van 24 weken voor legale abortus, aangezien sommige foetussen eerder levensvatbaar zijn. Ook verdedigde hij in een interview op de Amsterdamse zender SALTO desgevraagd de bedenktijd van vijf dagen voor abortus, inclusief in het geval van verkrachting. De CU haalde bij de verkiezingen in maart vijf zetels en Ceder werd met 10.318 voorkeurstemmen verkozen. Sinds 31 maart 2021 is hij Tweede Kamerlid en diezelfde dag stapte hij op als gemeenteraadslid. Hij is lid van de vaste commissies voor Binnenlandse Zaken, voor Buitenlandse Handel en Ontwikkelingssamenwerking, voor Digitale Zaken en voor Koninkrijksrelaties en hij heeft binnen de ChristenUnie de portefeuille asiel, immigratie, sociale zaken, werkgelegenheid, jeugd, buitenlandse zaken, digitale zaken, koninkrijksrelaties, slavernijverleden en anti-discriminate.
In juli 2021 werd een motie van Ceder door de Tweede Kamer aangenomen waarin hij opriep tot een onafhankelijk onderzoek naar het Nederlandse slavernijverleden. De resultaten werden uiteindelijk beschreven in het rapport Staat en slavernij. Ceder was kritisch op het kabinet tijdens de evacuatie van Afghanistan na de val van Kabul vanwege een gebrek aan centrale regie. In 2022, toen het Nederlands asielsysteem met capaciteitsproblemen kampte en vluchtelingen buiten moesten slapen bij het aanmeldcentrum in Ter Apel, vertegenwoordigde Ceder zijn partij bij coalitieonderhandelingen. De resulterende asieldeal bevatte extra geld voor accommodatie evenals een uitstel van gezinsherenigingen. Ceder verdedigde de deal samen met partijleider Gert-Jan Segers bij een partijbijeenkomst en zei dat hij dat laatste compromis betreurde maar dat de deal toch een stap vooruit was. Ook hield hij zich bezig met de bijstand en werkte zodoende aan een initiatiefwet om gemeentes de mogelijkheid te geven minder streng te zijn bij terugvorderingen als gevolg van een fout door een bijstandsgerechtigde. In 2023 kwam hij met een plan om incassoprocedures te hervormen. Hij beklaagde zich over de omzet die de industrie draaide en bekritiseerde diensten voor achteraf betalen vanwege hun winsten door achterstallige betalingen. Ceder stelde voor dat de originele schuldeiser een zorgplicht moet houden om zo kwade praktijken met doorverkochte schulden te voorkomen en hij wilde deurwaarders verplichten eerst te onderzoeken of een schuldenaar in staat is te betalen.
Ook stelde Ceder een verbod voor op socialemedia-app TikTok – met name populair onder kinderen. Het aangepaste privacybeleid had geleid tot zorgen dat de Chinese overheid toegang zou krijgen tot gebruikersdata.

## Privéleven
Ceder trouwde in januari 2023. in 2024 kreeg hij een dochter. Hij is lid van de Safe Haven Church, dat voorheen tot het kerkgenootschap Victory Outreach behoorde, en speelde in 2018 in de rol van discipel mee in The Passion. Als twintiger danste hij en speelde hij in toneelstukken. Daarnaast treedt hij soms op als diskjockey.
Ceder is er open over dat hij een stotteraar is.